# Olga Shishigina
Olga Shishigina (em cazaque: Ольга Шишигина; Almati, 23 de dezembro de 1968) é uma ex-atleta campeã olímpica do Cazaquistão.
Especialista nos 100 metros com barreiras, ganhou a medalha de prata da prova em 1995 no Campeonato Mundial de Atletismo de Gottemburgo, na Suécia. No ano seguinte, foi suspensa por dois anos das competições por teste positivo de anabolizantes, ficando sem competir até 1998.
Vencedora de várias competições nacionais, regionais e dos Jogos Asiáticos, seu grande momento foi nos Jogos Olímpicos de Sydney, em 2000, quando ganhou a medalha de ouro dos 100 m com barreiras.